# Endoprotezoplastyka

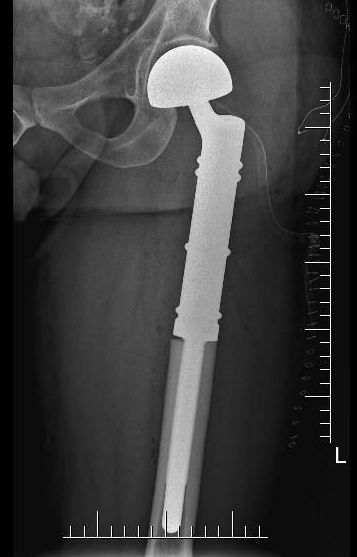
Modularna endoproteza onkologiczna bliższej części lewej kości udowej, użyta w operacyjnym leczeniu chrzęstniakomięsaka u 42-letniego pacjenta

Endoprotezoplastyka, alloplastyka, endoplastyka – zabieg chirurgiczny polegający na wycięciu zmienionego chorobowo segmentu organizmu (np. stawu) i wszczepieniu elementu sztucznego, przejmującego funkcję uszkodzonej struktury.
Zabieg endoprotezoplastyki jest stosowany w leczeniu zmian zwyrodnieniowych oraz w wielu urazach (złamania szyjki kości udowej, złamania w okolicy krętarza). Endoprotezoplastyka jest ponadto elementem oszczędzającego kończynę leczenia nowotworów kości – mięsaków (mięsak Ewinga, kostniakomięsak, chrzęstniakomięsak). Polega ono na zastąpieniu naturalnego stawu sztucznym stawem – endoprotezą. Zabieg endoprotezoplastyki przeprowadza się w znieczuleniu zewnątrzoponowym (bez narkozy) lub w pełnym znieczuleniu (w przypadku rozleglejszych zabiegów, np. onkologicznych). Zabieg, poprzez wyeliminowanie bólu, przywraca utracone czynności tego stawu i umożliwia wykonywanie podstawowych ruchów (chodzenie, podnoszenie ciężarów). Warunkiem osiągnięcia tego celu jest wyeliminowanie towarzyszącego urazom i zmianom zwyrodnieniowym bólu. Podstawą w zachowaniu pacjenta po zabiegu endoprotezy jest oszczędzanie i zapobieganie przeciążenia stawu operowanego. Po wszczepieniu endoprotezy niezbędna jest rehabilitacja, w celu uzyskania możliwie pełnej sprawności osoby operowanej.

## Powikłania
Powikłania mogące wystąpić po zabiegu endoprotezoplastyki są rzadkie i możemy je podzielić na:
- powikłania wczesne:
  - żylna choroba zakrzepowa
  - zatorowość płucna
  - infekcja stawu
  - nadmierne krwawienie
  - porażenie nerwu strzałkowego
- powikłania późne:
  - obluzowanie implantu
  - zużycie wkładki polietylenowej
  - pęknięcie lub złamanie kości udowej
  - dolegliwości bólowe.

Przeczytaj ostrzeżenie dotyczące informacji medycznych i pokrewnych zamieszczonych w Wikipedii.